# Anthracoidea irregularis
Anthracoidea irregularis är en svampart som först beskrevs av Liro, och fick sitt nu gällande namn av Boidol & Poelt 1963. Anthracoidea irregularis ingår i släktet Anthracoidea och familjen Anthracoideaceae.   Inga underarter finns listade i Catalogue of Life.